# Marcel Koller
Marcel Koller (Zurigo, 11 novembre 1960) è un allenatore di calcio ed ex calciatore svizzero, di ruolo difensore.

## Carriera

### Calciatore
Ha trascorso tutta la sua carriera calcistica (1978-1997) nelle file del Grasshoppers, mettendo insieme 428 presenze e 59 reti, e della Nazionale svizzera (1982-1996) con 56 presenze e 3 reti. Nel suo palmarès non si annoverano successi in campo internazionale.

### Allenatore
Inizia la carriera da tecnico nel 1997 sulla panchina del Wil, nella seconda divisione elvetica. Nel 1999 passa alla guida del San Gallo, con cui nel 2000 vince il campionato. Per il San Gallo si tratta del secondo titolo nazionale della loro storia, a 96 anni di distanza dal precedente. Il 9 gennaio 2002 – in scadenza di contratto – risolve consensualmente il contratto con i biancoverdi, firmando un triennale con il Grasshoppers.
Il 2 novembre 2003 viene ingaggiato dal Colonia, ultimo in Bundesliga, firmando un accordo valido fino al 2006. Nel corso della stagione – culminata con la retrocessione della squadra – ha valorizzato diversi giovani, tra cui Lukas Podolski. Il 14 giugno 2004 viene sostituito da Huub Stevens. Il 23 maggio 2005 si accorda con il Bochum, guidando la squadra alla promozione in Bundesliga nel 2006. Il 20 settembre 2009 viene sollevato dall'incarico.
Il 4 ottobre 2011 viene nominato CT dell'Austria in sostituzione del dimissionario Dietmar Constantini. Dopo aver mancato l'accesso ai Mondiali 2014, si qualifica per gli Europei 2016, dove la selezione austriaca viene eliminata nella fase a gironi. Il 15 settembre 2017 si dimette dall'incarico dopo aver fallito la qualificazione ai Mondiali 2018.
Il 3 agosto 2018 passa alla guida del Basilea, con cui vince la Coppa Svizzera nel 2019. Nel 2020 la società comunica che il tecnico non allenerà la squadra nella stagione successiva.
Il 10 settembre 2022 viene nominato tecnico dell'Al-Ahly. Nella prima stagione alla guida della squadra vince due Supercoppe d'Egitto (2022 e 2023), prima nel derby contro lo Zamalek e poi contro il Pyramids, la Coppa d'Egitto, in finale contro il Pyramids, e anche la CAF Champions League nella doppia finale contro il Wydad Casablanca. Il 27 aprile 2025, dopo l'eliminazione in semifinale di CAF Champions League, risolve il proprio contratto di comune accordo con la società egiziana.

## Statistiche

### Statistiche da allenatore
Statistiche aggiornate al 28 aprile 2025. In grassetto le competizioni vinte.
| Stagione          | Squadra           | Campionato        | Campionato | Campionato | Campionato | Campionato | Coppe nazionali | Coppe nazionali | Coppe nazionali | Coppe nazionali | Coppe nazionali | Coppe continentali | Coppe continentali | Coppe continentali | Coppe continentali | Coppe continentali | Altre coppe  | Altre coppe | Altre coppe | Altre coppe | Altre coppe | Totale | Totale | Totale | Totale | % Vittorie | Piazzamento             |
| Stagione          | Squadra           | Comp              | G          | V          | N          | P          | Comp            | G               | V               | N               | P               | Comp               | G                  | V                  | N                  | P                  | Comp         | G           | V           | N           | P           | G      | V      | N      | P      | %          | Piazzamento             |
| ----------------- | ----------------- | ----------------- | ---------- | ---------- | ---------- | ---------- | --------------- | --------------- | --------------- | --------------- | --------------- | ------------------ | ------------------ | ------------------ | ------------------ | ------------------ | ------------ | ----------- | ----------- | ----------- | ----------- | ------ | ------ | ------ | ------ | ---------- | ----------------------- |
| 1997-1998         | Wil               | LNB               | 36         | 12         | 15         | 9          | CS              | 5               | 3               | 1               | 1               | -                  | -                  | -                  | -                  | -                  | -            | -           | -           | -           | -           | 41     | 15     | 16     | 10     | 36,59      | 7°                      |
| 1998-gen. 1999    | Wil               | LNB               | 22         | 12         | 7          | 3          | CS              | 1               | 1               | 0               | 0               | -                  | -                  | -                  | -                  | -                  | -            | -           | -           | -           | -           | 23     | 13     | 7      | 3      | 56,52      | rescissione             |
| Totale Wil        | Totale Wil        | Totale Wil        | 58         | 24         | 22         | 12         |                 | 6               | 4               | 1               | 1               |                    | -                  | -                  | -                  | -                  |              | -           | -           | -           | -           | 64     | 28     | 23     | 13     | 43,75      |                         |
| feb.-giu. 1999    | San Gallo         | LNA               | 14         | 2          | 4          | 8          | CS              | 1               | 0               | 0               | 1               | -                  | -                  | -                  | -                  | -                  | -            | -           | -           | -           | -           | 15     | 2      | 4      | 9      | 13,33      | subentrato, 8°          |
| 1999-2000         | San Gallo         | LNA               | 36         | 22         | 10         | 4          | CS              | 3               | 2               | 0               | 1               | -                  | -                  | -                  | -                  | -                  | -            | -           | -           | -           | -           | 39     | 24     | 10     | 5      | 61,54      | 1°                      |
| 2000-2001         | San Gallo         | LNA               | 36         | 17         | 9          | 10         | CS              | 4               | 3               | 0               | 1               | UCL+CU             | 2+4                | 0+1                | 1+1                | 1+2                | -            | -           | -           | -           | -           | 46     | 21     | 11     | 14     | 45,65      | 3°                      |
| 2001-gen. 2002    | San Gallo         | LNA               | 22         | 8          | 8          | 6          | CS              | 1               | 0               | 0               | 1               | CU                 | 6                  | 3                  | 1                  | 2                  | -            | -           | -           | -           | -           | 29     | 11     | 9      | 9      | 37,93      | esonerato               |
| Totale San Gallo  | Totale San Gallo  | Totale San Gallo  | 108        | 49         | 31         | 28         |                 | 9               | 5               | 0               | 4               |                    | 12                 | 4                  | 3                  | 5                  |              | -           | -           | -           | -           | 129    | 58     | 34     | 37     | 44,96      |                         |
| gen.-giu. 2002    | Grasshoppers      | LNA               | 14         | 7          | 5          | 2          | CS              | 4               | 2               | 1               | 1               | -                  | -                  | -                  | -                  | -                  | -            | -           | -           | -           | -           | 18     | 9      | 6      | 3      | 50,00      | subentrato, 2°          |
| 2002-2003         | Grasshoppers      | LNA               | 36         | 24         | 9          | 3          | CS              | 4               | 3               | 1               | 0               | CU                 | 4                  | 1                  | 1                  | 2                  | -            | -           | -           | -           | -           | 44     | 28     | 11     | 5      | 63,64      | 1°                      |
| ago.-ott. 2003    | Grasshoppers      | SL                | 12         | 3          | 1          | 8          | CS              | 1               | 1               | 0               | 0               | UCL+CU             | 2+1                | 1+1                | 0                  | 1+0                | -            | -           | -           | -           | -           | 16     | 6      | 1      | 9      | 37,50      | rescissione             |
| Totale Grasshoper | Totale Grasshoper | Totale Grasshoper | 62         | 34         | 15         | 13         |                 | 9               | 6               | 2               | 1               |                    | 7                  | 3                  | 1                  | 3                  |              | -           | -           | -           | -           | 78     | 43     | 18     | 17     | 55,13      |                         |
| nov. 2003-2004    | Colonia           | BL                | 23         | 4          | 4          | 15         | CG              | 1               | 0               | 1               | 0               | -                  | -                  | -                  | -                  | -                  | -            | -           | -           | -           | -           | 24     | 4      | 5      | 15     | 16,67      | subentrato, 18° (retr.) |
| 2005-2006         | Bochum            | ZL                | 34         | 19         | 9          | 6          | CG              | 2               | 1               | 0               | 1               | -                  | -                  | -                  | -                  | -                  | -            | -           | -           | -           | -           | 36     | 20     | 9      | 7      | 55,56      | 1º (prom.)              |
| 2006-2007         | Bochum            | BL                | 34         | 13         | 6          | 15         | CG              | 3               | 2               | 0               | 1               | -                  | -                  | -                  | -                  | -                  | -            | -           | -           | -           | -           | 37     | 15     | 6      | 16     | 40,54      | 8°                      |
| 2007-2008         | Bochum            | BL                | 34         | 10         | 11         | 13         | CG              | 2               | 1               | 0               | 1               | -                  | -                  | -                  | -                  | -                  | -            | -           | -           | -           | -           | 36     | 11     | 11     | 14     | 30,56      | 12°                     |
| 2008-2009         | Bochum            | BL                | 34         | 7          | 11         | 16         | CG              | 2               | 0               | 1               | 1               | -                  | -                  | -                  | -                  | -                  | -            | -           | -           | -           | -           | 36     | 7      | 12     | 17     | 19,44      | 14°                     |
| ago.-set. 2009    | Bochum            | BL                | 6          | 1          | 1          | 4          | CG              | 1               | 1               | 0               | 0               | -                  | -                  | -                  | -                  | -                  | -            | -           | -           | -           | -           | 7      | 2      | 1      | 4      | 28,57      | esonerato               |
| Totale Bochum     | Totale Bochum     | Totale Bochum     | 142        | 50         | 38         | 54         |                 | 10              | 5               | 1               | 4               |                    | -                  | -                  | -                  | -                  |              | -           | -           | -           | -           | 152    | 55     | 39     | 58     | 36,18      |                         |
| 2018-2019         | Basilea           | SL                | 34         | 20         | 10         | 4          | CS              | 6               | 6               | 0               | 0               | UEL                | 4                  | 3                  | 0                  | 1                  | -            | -           | -           | -           | -           | 44     | 29     | 10     | 5      | 65,91      | subentrato, 2°          |
| 2019-2020         | Basilea           | SL                | 36         | 18         | 8          | 10         | CS              | 6               | 5               | 0               | 1               | UCL+UEL            | 4+11               | 1+8                | 0+1                | 3+2                | -            | -           | -           | -           | -           | 57     | 32     | 9      | 16     | 56,14      | 3°                      |
| Totale Basilea    | Totale Basilea    | Totale Basilea    | 70         | 38         | 18         | 14         |                 | 12              | 11              | 0               | 1               |                    | 19                 | 12                 | 1                  | 6                  |              | -           | -           | -           | -           | 101    | 61     | 19     | 21     | 60,40      |                         |
| 2022-2023         | Al-Ahly           | PL                | 34         | 25         | 8          | 1          | CE+CE           | 3+5             | 2+5             | 1+0             | 0               | CCL                | 14                 | 9                  | 3                  | 2                  | SE+SE+Cmc    | 1+1+4       | 1+1+2       | 0           | 0+0+2       | 62     | 45     | 12     | 5      | 72,58      | 1°                      |
| 2023-2024         | Al-Ahly           | PL                | 34         | 27         | 4          | 3          | CE              | 2               | 1               | 0               | 1               | AFL+CCL            | 4+14               | 0+9                | 3+5                | 1+0                | SE+SA+Cmc    | 2+1+3       | 2+0+2       | 0           | 0+1+1       | 60     | 41     | 12     | 7      | 68,33      | 1°                      |
| 2024-apr. 2025    | Al-Ahly           | PL                | 19         | 11         | 7          | 1          | CE              | 1               | 0               | 0               | 1               | CCL                | 12                 | 7                  | 3                  | 2                  | SE+SA+CI+Cmc | 2+1+2+0     | 1+0+1+0     | 1+1+1+0     | 0           | 37     | 20     | 13     | 4      | 54,05      | Risol.                  |
| Totale Al Ahly    | Totale Al Ahly    | Totale Al Ahly    | 87         | 63         | 19         | 5          |                 | 11              | 8               | 1               | 2               |                    | 44                 | 25                 | 14                 | 5                  |              | 17          | 10          | 3           | 4           | 159    | 106    | 37     | 16     | 66,67      |                         |
| Totale carriera   | Totale carriera   | Totale carriera   | 550        | 254        | 150        | 146        |                 | 58              | 39              | 7               | 12              |                    | 82                 | 44                 | 19                 | 19                 |              | 17          | 10          | 3           | 4           | 707    | 347    | 178    | 182    | 49,08      |                         |

#### Nazionale
Statistiche aggiornate al 20 novembre 2022.
| Squadra | Naz                | dal            | al                | Record | Record | Record | Record | Record | Record | Record | Record     |
| Squadra | Naz                | dal            | al                | G      | V      | N      | P      | GF     | GS     | DR     | % Vittorie |
| ------- | ------------------ | -------------- | ----------------- | ------ | ------ | ------ | ------ | ------ | ------ | ------ | ---------- |
| Austria | Austria (bandiera) | 4 ottobre 2011 | 15 settembre 2017 | 54     | 25     | 13     | 16     | 81     | 58     | +23    | 46,30      |

#### Nazionale nel dettaglio
| 2012             | Austria        | Qual. Mondiale 2014 | 3º nel Gruppo C                 | 3  | 1  | 1  | 1  | 33,33   | 5  | 2  | +3  |
| 2013             | Austria        | Qual. Mondiale 2014 | 3º nel Gruppo C                 | 7  | 4  | 1  | 2  | 57,14   | 15 | 8  | +7  |
| 2014             | Austria        | Qual. Europeo 2016  | 1º nel Gruppo G, qualificato    | 5  | 4  | 1  | 0  | 80,00   | 5  | 2  | +3  |
| 2015             | Austria        | Qual. Europeo 2016  | 1º nel Gruppo G, qualificato    | 5  | 5  | 0  | 0  | 100,00& | 17 | 3  | +14 |
| Giu.-lug. 2016   | Austria        | Europeo 2016        | Fase a Gironi (4° nel gruppo F) | 3  | 0  | 1  | 2  | &0,00   | 1  | 4  | -3  |
| 2016             | Austria        | Qual. Mondiale 2018 | 4º nel Gruppo D                 | 4  | 1  | 1  | 2  | 25,00   | 6  | 7  | -1  |
| 2017             | Austria        | Qual. Mondiale 2018 | 4º nel Gruppo D                 | 6  | 3  | 2  | 1  | 50,00   | 6  | 5  | +1  |
| Dal 2011 al 2017 | Austria        | Amichevoli          |                                 | 21 | 7  | 6  | 8  | 33,33   | 24 | 27 | -3  |
| Totale Austria   | Totale Austria | Totale Austria      | Totale Austria                  | 54 | 25 | 13 | 16 | 46,30   | 81 | 58 | +23 |

#### Panchine da commissario tecnico della nazionale austriaca
| Cronologia completa delle presenze e delle reti in nazionale ― Austria | Cronologia completa delle presenze e delle reti in nazionale ― Austria | Cronologia completa delle presenze e delle reti in nazionale ― Austria | Cronologia completa delle presenze e delle reti in nazionale ― Austria | Cronologia completa delle presenze e delle reti in nazionale ― Austria | Cronologia completa delle presenze e delle reti in nazionale ― Austria | Cronologia completa delle presenze e delle reti in nazionale ― Austria          | Cronologia completa delle presenze e delle reti in nazionale ― Austria |
| Data                                                                   | Città                                                                  | In casa                                                                | Risultato                                                              | Ospiti                                                                 | Competizione                                                           | Reti                                                                            | Note                                                                   |
| ---------------------------------------------------------------------- | ---------------------------------------------------------------------- | ---------------------------------------------------------------------- | ---------------------------------------------------------------------- | ---------------------------------------------------------------------- | ---------------------------------------------------------------------- | ------------------------------------------------------------------------------- | ---------------------------------------------------------------------- |
| 15-11-2011                                                             | Leopoli                                                                | Ucraina                                                                | 2 – 1                                                                  | Austria                                                                | Amichevole                                                             | Marc Janko                                                                      | Cap: M.Janko                                                           |
| 29-2-2012                                                              | Klagenfurt                                                             | Austria                                                                | 3 – 1                                                                  | Finlandia                                                              | Amichevole                                                             | Marc Janko (rig.) Martin Harnik Andreas Ivanschitz (rig.)                       | Cap: M.Janko                                                           |
| 1-6-2012                                                               | Innsbruck                                                              | Austria                                                                | 3 – 2                                                                  | Ucraina                                                                | Amichevole                                                             | Zlatko Junuzovic 2 Marko Arnautovic                                             | Cap: M.Janko                                                           |
| 5-6-2012                                                               | Innsbruck                                                              | Austria                                                                | 0 – 0                                                                  | Romania                                                                | Amichevole                                                             | -                                                                               | Cap: M.Janko                                                           |
| 15-8-2012                                                              | Vienna                                                                 | Austria                                                                | 2 – 0                                                                  | Turchia                                                                | Amichevole                                                             | Veli Kavlak Andreas Ivanschitz (rig.)                                           | Cap: C.Fuchs                                                           |
| 11-9-2012                                                              | Vienna                                                                 | Austria                                                                | 1 – 2                                                                  | Germania                                                               | Qual. Mondiali 2014                                                    | Zlatko Junuzovic                                                                | Cap: C.Fuchs                                                           |
| 12-10-2012                                                             | Astana                                                                 | Kazakistan                                                             | 0 – 0                                                                  | Austria                                                                | Qual. Mondiali 2014                                                    | -                                                                               | Cap: C.Fuchs                                                           |
| 16-10-2012                                                             | Vienna                                                                 | Austria                                                                | 4 – 0                                                                  | Kazakistan                                                             | Qual. Mondiali 2014                                                    | 2 Marc Janko David Alaba Martin Harnik                                          | Cap: C.Fuchs                                                           |
| 14-11-2012                                                             | Linz                                                                   | Austria                                                                | 0 – 3                                                                  | Costa d'Avorio                                                         | Amichevole                                                             | -                                                                               | Cap: M.Janko                                                           |
| 6-2-2013                                                               | Cardiff                                                                | Galles                                                                 | 2 – 1                                                                  | Austria                                                                | Amichevole                                                             | Marc Janko                                                                      | Cap: M.Janko                                                           |
| 22-3-2013                                                              | Vienna                                                                 | Austria                                                                | 6 – 0                                                                  | Fær Øer                                                                | Qual. Mondiali 2014                                                    | 2 Philipp Hosiner Andreas Ivanschitz Zlatko Junuzovic David Alaba György Garics | Cap: C.Fuchs                                                           |
| 26-3-2013                                                              | Dublino                                                                | Irlanda                                                                | 2 – 2                                                                  | Austria                                                                | Qual. Mondiali 2014                                                    | Martin Harnik David Alaba                                                       | Cap: C.Fuchs                                                           |
| 7-6-2013                                                               | Vienna                                                                 | Austria                                                                | 2 – 1                                                                  | Svezia                                                                 | Qual. Mondiali 2014                                                    | David Alaba (rig.) Martin Harnik                                                | Cap: C.Fuchs                                                           |
| 14-8-2013                                                              | Salisburgo                                                             | Austria                                                                | 0 – 2                                                                  | Grecia                                                                 | Amichevole                                                             | -                                                                               | Cap: C.Fuchs                                                           |
| 6-9-2013                                                               | Monaco di Baviera                                                      | Germania                                                               | 3 – 0                                                                  | Austria                                                                | Qual. Mondiali 2014                                                    | -                                                                               | Cap: C.Fuchs                                                           |
| 10-9-2013                                                              | Vienna                                                                 | Austria                                                                | 1 – 0                                                                  | Irlanda                                                                | Qual. Mondiali 2014                                                    | David Alaba                                                                     | Cap: C.Fuchs                                                           |
| 11-10-2013                                                             | Solna                                                                  | Svezia                                                                 | 2 – 1                                                                  | Austria                                                                | Qual. Mondiali 2014                                                    | Martin Harnik                                                                   | Cap: C.Fuchs                                                           |
| 15-10-2013                                                             | Tórshavn                                                               | Fær Øer                                                                | 0 – 3                                                                  | Austria                                                                | Qual. Mondiali 2014                                                    | Andreas Ivanschitz Sebastian Prödl David Alaba (rig.)                           | Cap: C.Fuchs                                                           |
| 19-11-2013                                                             | Vienna                                                                 | Austria                                                                | 1 – 0                                                                  | Stati Uniti                                                            | Amichevole                                                             | Marc Janko                                                                      | Cap: C.Fuchs                                                           |
| 5-3-2014                                                               | Klagenfurt                                                             | Austria                                                                | 1 – 1                                                                  | Uruguay                                                                | Amichevole                                                             | Marc Janko                                                                      | Cap: M.Janko                                                           |
| 30-5-2014                                                              | Innsbruck                                                              | Austria                                                                | 1 – 1                                                                  | Islanda                                                                | Amichevole                                                             | Marcel Sabitzer                                                                 | Cap: M.Janko                                                           |
| 3-6-2014                                                               | Olomouc                                                                | Rep. Ceca                                                              | 1 – 2                                                                  | Austria                                                                | Amichevole                                                             | Marcel Sabitzer Julian Baumgartlinger                                           | Cap: A.Ivanschitz                                                      |
| 8-9-2014                                                               | Vienna                                                                 | Austria                                                                | 1 – 1                                                                  | Svezia                                                                 | Qual. Euro 2016                                                        | David Alaba (rig.)                                                              | Cap: C.Fuchs                                                           |
| 9-10-2014                                                              | Chișinău                                                               | Moldavia                                                               | 1 – 2                                                                  | Austria                                                                | Qual. Euro 2016                                                        | David Alaba (rig.) Marc Janko                                                   | Cap: C.Fuchs                                                           |
| 12-10-2014                                                             | Vienna                                                                 | Austria                                                                | 1 – 0                                                                  | Montenegro                                                             | Qual. Euro 2016                                                        | Rubin Okotie                                                                    | Cap: C.Fuchs                                                           |
| 15-11-2014                                                             | Vienna                                                                 | Austria                                                                | 1 – 0                                                                  | Russia                                                                 | Qual. Euro 2016                                                        | Rubin Okotie                                                                    | Cap: C.Fuchs                                                           |
| 18-11-2014                                                             | Vienna                                                                 | Austria                                                                | 1 – 2                                                                  | Brasile                                                                | Amichevole                                                             | Aleksandar Dragovic (rig.)                                                      | Cap: C.Fuchs                                                           |
| 27-3-2015                                                              | Vaduz                                                                  | Liechtenstein                                                          | 0 – 5                                                                  | Austria                                                                | Qual. Euro 2016                                                        | Martin Harnik Marc Janko David Alaba Zlatko Junuzovic Marko Arnautovic          | Cap: C.Fuchs                                                           |
| 31-3-2015                                                              | Vienna                                                                 | Austria                                                                | 1 – 1                                                                  | Bosnia ed Erzegovina                                                   | Amichevole                                                             | Marc Janko                                                                      | Cap: M.Janko                                                           |
| 14-6-2015                                                              | Mosca                                                                  | Russia                                                                 | 0 – 1                                                                  | Austria                                                                | Qual. Euro 2016                                                        | Marc Janko                                                                      | Cap: C.Fuchs                                                           |
| 5-9-2015                                                               | Vienna                                                                 | Austria                                                                | 1 – 0                                                                  | Moldavia                                                               | Qual. Euro 2016                                                        | Zlatko Junuzovic                                                                | Cap: C.Fuchs                                                           |
| 8-9-2015                                                               | Solna                                                                  | Svezia                                                                 | 1 – 4                                                                  | Austria                                                                | Qual. Euro 2016                                                        | David Alaba (rig.) 2 Martin Harnik Marc Janko                                   | Cap: C.Fuchs                                                           |
| 9-10-2015                                                              | Podgorica                                                              | Montenegro                                                             | 2 – 3                                                                  | Austria                                                                | Qual. Euro 2016                                                        | Marc Janko Marko Arnautovic Marcel Sabitzer                                     | Cap: C.Fuchs                                                           |
| 12-10-2015                                                             | Vienna                                                                 | Austria                                                                | 3 – 0                                                                  | Liechtenstein                                                          | Qual. Euro 2016                                                        | Marko Arnautovic 2 Marc Janko                                                   | Cap: C.Fuchs                                                           |
| 17-11-2015                                                             | Vienna                                                                 | Austria                                                                | 1 – 2                                                                  | Svizzera                                                               | Amichevole                                                             | David Alaba                                                                     | Cap: C.Fuchs                                                           |
| 26-3-2016                                                              | Vienna                                                                 | Austria                                                                | 2 – 1                                                                  | Albania                                                                | Amichevole                                                             | Marc Janko Martin Harnik                                                        | Cap: C.Fuchs                                                           |
| 29-3-2016                                                              | Vienna                                                                 | Austria                                                                | 1 – 2                                                                  | Turchia                                                                | Amichevole                                                             | Zlatko Junuzovic                                                                | Cap: C.Fuchs                                                           |
| 31-5-2016                                                              | Vienna                                                                 | Austria                                                                | 2 – 1                                                                  | Malta                                                                  | Amichevole                                                             | Marko Arnautovic Alessandro Schopf                                              | Cap: M.Janko                                                           |
| 4-6-2016                                                               | Vienna                                                                 | Austria                                                                | 0 – 2                                                                  | Paesi Bassi                                                            | Amichevole                                                             | -                                                                               | Cap: C.Fuchs                                                           |
| 14-6-2016                                                              | Bordeaux                                                               | Austria                                                                | 0 – 2                                                                  | Ungheria                                                               | Euro 2016 - 1º turno                                                   | -                                                                               | Cap: C.Fuchs                                                           |
| 18-6-2016                                                              | Parigi                                                                 | Portogallo                                                             | 0 – 0                                                                  | Austria                                                                | Euro 2016 - 1º turno                                                   | -                                                                               | Cap: C.Fuchs                                                           |
| 22-6-2016                                                              | Saint-Denis                                                            | Islanda                                                                | 2 – 1                                                                  | Austria                                                                | Euro 2016 - 1º turno                                                   | Alessandro Schopf                                                               | Cap: C.Fuchs                                                           |
| 5-9-2016                                                               | Tbilisi                                                                | Georgia                                                                | 1 – 2                                                                  | Austria                                                                | Qual. Mondiali 2018                                                    | Martin Hinteregger Marc Janko                                                   | Cap:J.Baumgartlinger                                                   |
| 6-10-2016                                                              | Vienna                                                                 | Austria                                                                | 2 – 2                                                                  | Galles                                                                 | Qual. Mondiali 2018                                                    | 2 Marko Arnautovic                                                              | Cap:J.Baumgartlinger                                                   |
| 9-10-2016                                                              | Belgrado                                                               | Serbia                                                                 | 3 – 2                                                                  | Austria                                                                | Qual. Mondiali 2018                                                    | Marcel Sabitzer Marc Janko                                                      | Cap:J.Baumgartlinger                                                   |
| 12-11-2016                                                             | Vienna                                                                 | Austria                                                                | 0 – 1                                                                  | Irlanda                                                                | Qual. Mondiali 2018                                                    | -                                                                               | Cap:J.Baumgartlinger                                                   |
| 15-11-2016                                                             | Vienna                                                                 | Austria                                                                | 0 – 0                                                                  | Slovacchia                                                             | Amichevole                                                             | -                                                                               | Cap:J.Baumgartlinger                                                   |
| 24-3-2017                                                              | Vienna                                                                 | Austria                                                                | 2 – 0                                                                  | Moldavia                                                               | Qual. Mondiali 2018                                                    | Marko Arnautovic Martin Harnik                                                  | Cap:D.Alaba                                                            |
| 28-3-2017                                                              | Innsbruck                                                              | Austria                                                                | 1 – 1                                                                  | Finlandia                                                              | Amichevole                                                             | Marko Arnautovic                                                                | Cap: D.Alaba                                                           |
| 11-6-2017                                                              | Dublino                                                                | Irlanda                                                                | 1 – 1                                                                  | Austria                                                                | Qual. Mondiali 2018                                                    | Martin Hinteregger                                                              | Cap:J.Baumgartlinger                                                   |
| 2-9-2017                                                               | Cardiff                                                                | Galles                                                                 | 1 – 0                                                                  | Austria                                                                | Qual. Mondiali 2018                                                    | -                                                                               | Cap:J.Baumgartlinger                                                   |
| 5-9-2017                                                               | Vienna                                                                 | Austria                                                                | 1 – 1                                                                  | Georgia                                                                | Qual. Mondiali 2018                                                    | Louis Schaub                                                                    | Cap:J.Baumgartlinger                                                   |
| 6-10-2017                                                              | Vienna                                                                 | Austria                                                                | 3 – 2                                                                  | Serbia                                                                 | Qual. Mondiali 2018                                                    | Guido Burgstaller Marko Arnautovic Louis Schaub                                 | Cap:J.Baumgartlinger                                                   |
| 9-10-2017                                                              | Chișinău                                                               | Moldavia                                                               | 0 – 1                                                                  | Austria                                                                | Qual. Mondiali 2018                                                    | Louis Schaub                                                                    | Cap:J.Baumgartlinger                                                   |
| Totale                                                                 |                                                                        | Presenze                                                               | 54                                                                     |                                                                        | Reti                                                                   | 81                                                                              |                                                                        |

## Palmarès

### Giocatore
- Campionato svizzero: 7

Grasshoppers: 1981-1982, 1982-1983, 1983-1984, 1989-1990, 1990-1991, 1994-1995, 1995-1996
- Coppa Svizzera: 5

Grasshoppers: 1982-1983, 1987-1988, 1988-1989, 1989-1990, 1993-1994
- Supercoppa di Svizzera: 1

Grasshoppers: 1989

### Allenatore

#### Competizioni nazionali
- Campionato svizzero: 2

San Gallo: 1999-2000
Grasshoppers: 2002-2003
- Campionato tedesco di seconda divisione: 1

Bochum: 2005-2006
- Coppa Svizzera: 1

Basilea: 2018-2019
- Supercoppa d'Egitto: 4

Al-Ahly: 2021, 2022, 2023, 2024
- Coppa d'Egitto: 2

Al-Ahly: 2021-2022, 2022-2023
- Campionato egiziano: 2

Al-Ahly: 2022-2023, 2023-2024

#### Competizioni internazionali
- CAF Champions League: 2

Al-Ahly: 2022-2023, 2023-2024
- Coppa Intercontinentale FIFA - Coppa Africa-Asia-Pacifico: 1

Al-Ahy: 2024